# Raffay Erzsi
Raffay Erzsi/Erzsébet (eredeti neve: Raffius Erzsébet Berta Mária) (Budapest, 1913. szeptember 16. – Budapest, 2006. március 27.) magyar opera-, operetténekes és színésznő.

## Életpályája
Éneket Székelyhidy Ferencnél és Hoór Tempis Erzsébetnél tanult. 1931-ben főiskolai hallgató volt, de tanulmányait félbehagyta, mert a Fővárosi Operettszinház szerződtette. 1933-ban az Andrássy úti Színház, 1934-től a Pesti Színház, majd a Király Színház tagja volt. 1939–1941 között az Operaház állandó szerződtetett, 1941–1948 között rendes állandó tagja volt. 1944-től férje származása maitt nem szerepeltették. Az 1950-es években teljes mellőzöttségben élt. 1956–1967 között az Opera állandó vendégművésze volt. 1963-tól az Országos Filharmónia szólistája volt.
Gyakran szerepelt a rádióban is. Házassága után kezdett komolyabb énektanulásba, de közben fellépett a Bethlen Téri Színház, a Városi Színház és a Royal Színházban is. Több ária- és dalestet tartott, majd külföldi szereplések következtek. Nyugdíjas éveiben visszavonultan élt.
1933-ban a Vica, a vadevezős című film női másodfőszereplőjét alakította Paál Erzsi mellett.

## Családja
Szülei Raffius Mátyás Károly takarékpénztári tisztviselő és Péter Berta Erzsébet bankhivatalnoknő voltak. Férje, dr. Varga István (1897–1962), egyetemi magántanár, a Magyar Gazdaságkutató Intézet igazgatója volt, akivel 1935. június 6-án házasodtak össze Budapesten; 1951-ben elvált, majd 1957-ben újra hozzáment.

## Szerepei
- Mozart: Figaro házasssága – Cherubino, a grófné keresztfia
- Verdi: Az álarcosbál – Oscar, apród
- Mozart: A varázsfuvola – Az Éj királynője; Papagena
- Strauss: A denevér – Adél, szobalány; Rosalinda
- Lehár Ferenc: A mosoly országa – Liza, Lichtenfels leánya
- Strauss: A cigánybáró – Arzéna, Zsupán leánya
- Massenet: Manon – Poussette
- Mozart: Szöktetés a szerájból – Konstanza
- Gounod: Faust – Siebel
- Farkas Ferenc: A bűvös szekrény – 1. odaliszk
- d'Albert: A hegyek alján – Nuri
- Puccini: Bohémélet – Musette
- Wagner: Siegfried – Az erdei madár hangja
  - Tannhauser – Pásztorfiú
- Bizet: Carmen – Frasquita, cigánylány
- Kacsoh Pongrác: János vitéz – Iluska
- Rossini: A sevillai borbély – Rosina
- Verdi: Rigoletto – Gilda
  - Traviata – Violetta Valéry

## Filmjei
- Vica, a vadevezős (1933)
- Hasznosat a kellemessel (1934)
- Segítség, örököltem! (1937)